# This Is Gonna Hurt
This Is Gonna Hurt è il secondo album in studio del gruppo musicale hard rock Sixx:A.M., progetto fondato da Nikki Sixx dei Mötley Crüe. Il disco è uscito nel 2011.

## Tracce
1. This Is Gonna Hurt – 3:56 (musica: Sixx, Michael, Ashba)
2. Lies Of The Beautiful People – 3:58 (musica: Sixx, Michael, Ashba, "John 5" William Lowrey)
3. Are You With Me Now – 4:02 (musica: Sixx, Michael, Ashba)
4. Live Forever – 4:55 (musica: Sixx, Michael, Ashba)
5. Sure Feels Right – 4:09 (musica: Sixx, Michael, Ashba)
6. Deadlihood – 3:15 (musica: Sixx, Michael, Blair Daly)
7. Smile – 5:22 (musica: Sixx, Michael)
8. Help Is On The Way – 4:18 (musica: Sixx, Michael, Ashba)
9. Oh My God – 5:35 (musica: Sixx, Michael, Ashba)
10. Goodbye My Friends – 5:57 (musica: Sixx, Michael, Daly)
11. Skin – 3:22 (musica: Michael, Daly)
12. Codependence (Bonus Track) – 3:37 (musica: Sixx, Michael, Ashba)

## Formazione
- Nikki Sixx - voce, basso
- James Michael - voce, chitarra, tastiere, batteria, programmazioni
- DJ Ashba - chitarra, cori

## Classifiche
| Classifica (2011) | Posizione raggiunta |
| ----------------- | ------------------- |
| Stati Uniti       | 10                  |